# Paternità (film)
Paternità è un mediometraggio muto italiano del 1914 diretto da Gian Orlando Vassallo.